# HET liga 2017/2018
HET liga 2017/18 byl 25. ročník nejvyšší české fotbalové soutěže. Účastnilo se jí šestnáct klubů. Naposledy se hraje klasickým systémem dvakrát každý s každým (celkem 30 kol), od sezóny 2018/19 se bude hrát nadstavbová část. Obhájcem mistrovského titulu byla SK Slavia Praha, ovšem titul získala FC Viktoria Plzeň a Slavia skončila na druhém místě.
Ze druhé nejvyšší soutěže se do ligy vrátili tradiční účastníci SK Sigma Olomouc a FC Baník Ostrava, oproti předešlému ročníku se s ní rozloučili 1. FK Příbram a FC Hradec Králové.
Ročník zahájila 28. července 2017 v 18.00 hodin FC Zbrojovka Brno, která hostila FC Baník Ostrava. Zápas skončil 1:3.

## Generální sponzor a televizní práva

Jeden z vysílatelů, Česká televize

Jelikož nová dlouholetá smlouva se společností Fortuna začne platit až od následujícího ročníku a naopak, na probíhající ročník původně smluvená, společnost ePojištění.cz smlouvu vypověděla, vznikla jednoroční mezera, kterou svým jménem zaplnila společnost HET, jejíž název nese fotbalová liga pouze v ročníku 2017/18.
Stejně jako v předchozích dvou ročnících soutěž vysílají dvě televizní stanice. Jednou z nich je O2 TV Sport, která vlastní i nejatraktivnější první volbu. Mimo to po letních prázdninách vysílá z každého kola ještě jeden přenos navíc. Druhým subjektem je ČT sport, která už od 1. kola vysílá dva přenosy z každého ligového kola.

## Kluby a stadiony
Největší zastoupení má tradičně Hlavní město Praha, celkem čtyři kluby. Po dvou klubech lze najít ve Zlínském, Libereckém a Moravskoslezském kraji.
Naopak kraje Karlovarský, Jihočeský, Královéhradecký a Pardubický nemají žádného zástupce.
| Klub                 | Město              | Kraj                 | Stadion                               | Kapacita | Umístění 2016/17        |
| -------------------- | ------------------ | -------------------- | ------------------------------------- | -------- | ----------------------- |
| 1. FC Slovácko       | Uherské Hradiště   | Zlínský kraj         | Městský stadion Miroslava Valenty     | 8 000    | 12.                     |
| AC Sparta Praha      | Praha              | Hlavní město Praha   | Generali Arena                        | 18 887   | 3.                      |
| Bohemians Praha 1905 | Praha              | Hlavní město Praha   | Ďolíček                               | 5 000    | 13.                     |
| FC Baník Ostrava     | Ostrava            | Moravskoslezský kraj | Městský stadion v Ostravě-Vítkovicích | 15 275   | nováček (2. ve 2. lize) |
| FC Fastav Zlín       | Zlín               | Zlínský kraj         | Letná                                 | 5 783    | 6.                      |
| FC Slovan Liberec    | Liberec            | Liberecký kraj       | Stadion U Nisy                        | 9 900    | 9.                      |
| FC Viktoria Plzeň    | Plzeň              | Plzeňský kraj        | Doosan Arena                          | 11 700   | 2.                      |
| FC Vysočina Jihlava  | Jihlava            | Kraj Vysočina        | Stadion v Jiráskově ulici             | 4 500    | 14.                     |
| FC Zbrojovka Brno    | Brno               | Jihomoravský kraj    | Městský fotbalový stadion Srbská      | 10 200   | 11.                     |
| FK Dukla Praha       | Praha              | Hlavní město Praha   | Stadion Juliska                       | 8 150    | 7.                      |
| FK Jablonec          | Jablonec nad Nisou | Liberecký kraj       | Střelnice                             | 6 108    | 8.                      |
| FK Mladá Boleslav    | Mladá Boleslav     | Středočeský kraj     | Městský stadion Mladá Boleslav        | 5 000    | 4.                      |
| FK Teplice           | Teplice            | Ústecký kraj         | AGC Aréna Na Stínadlech               | 18 221   | 5.                      |
| MFK Karviná          | Karviná            | Moravskoslezský kraj | Městský stadion                       | 4 833    | 10.                     |
| SK Sigma Olomouc     | Olomouc            | Olomoucký kraj       | Andrův stadion                        | 12 566   | nováček (1. ve 2. lize) |
| SK Slavia Praha      | Praha              | Hlavní město Praha   | Eden Aréna                            | 20 232   | 1.                      |

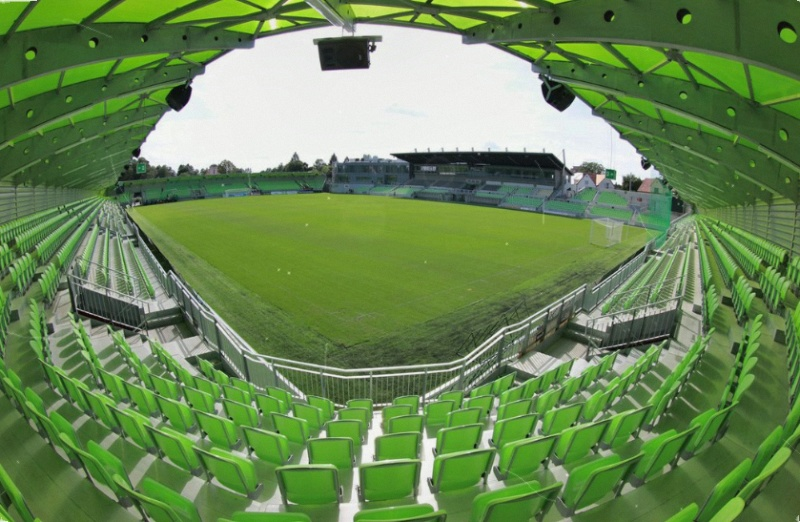
Městský stadion Karviná byl otevřen v roce 2016
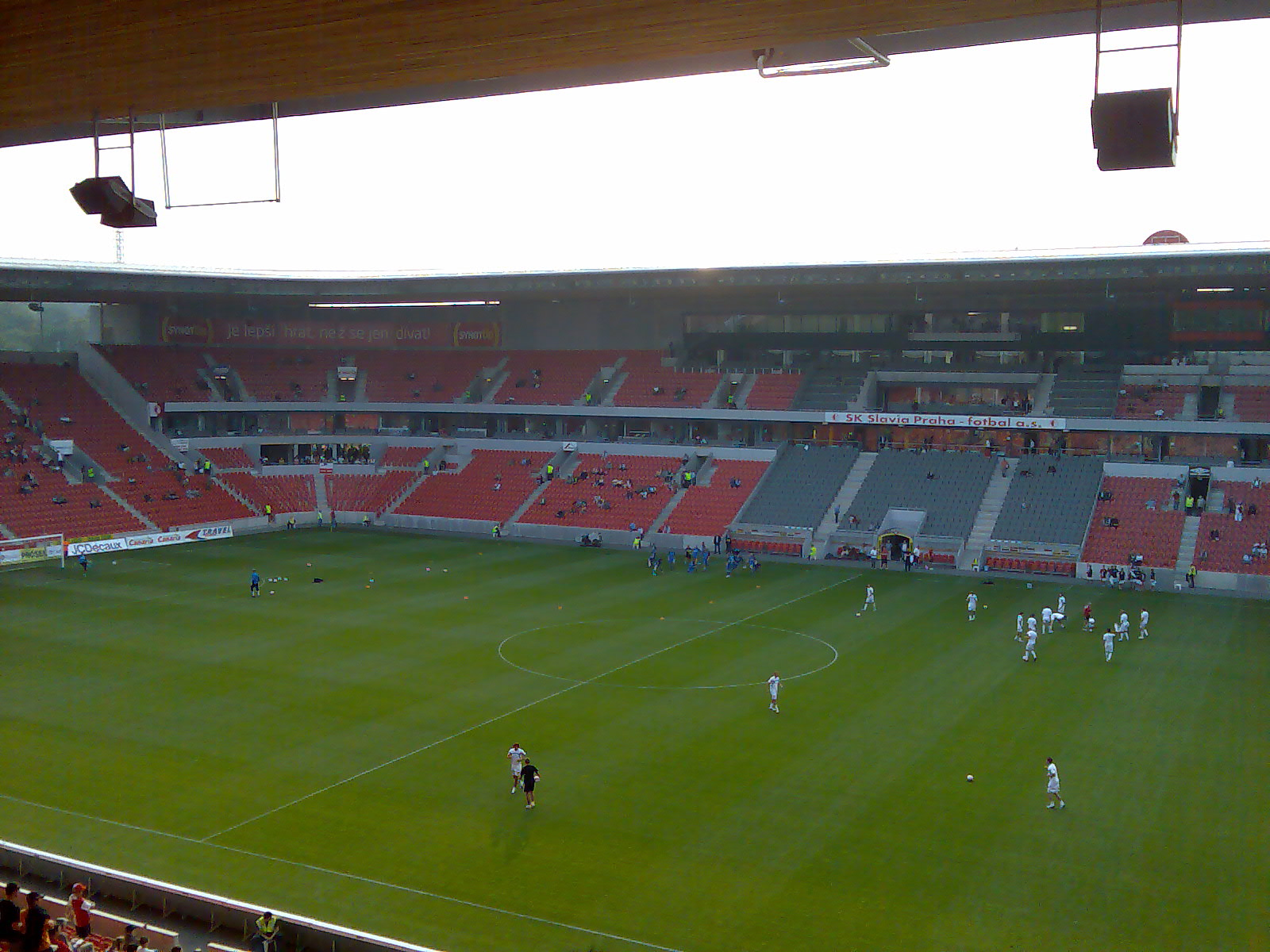
Eden Aréna
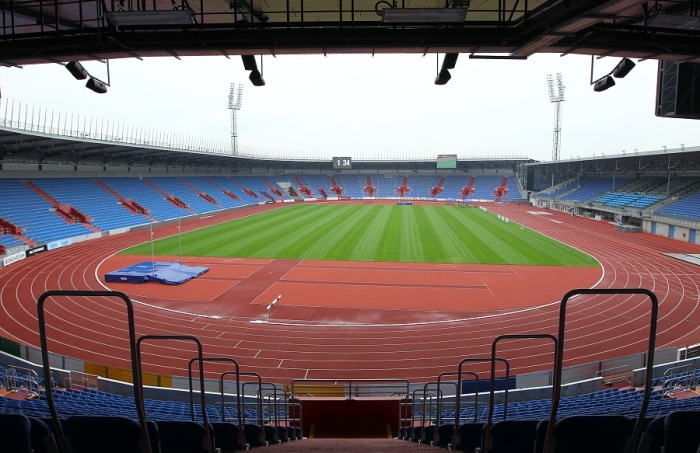
Městský stadion v Ostravě-Vítkovicích

## Trenéři

### Stav kzahájení sezóny

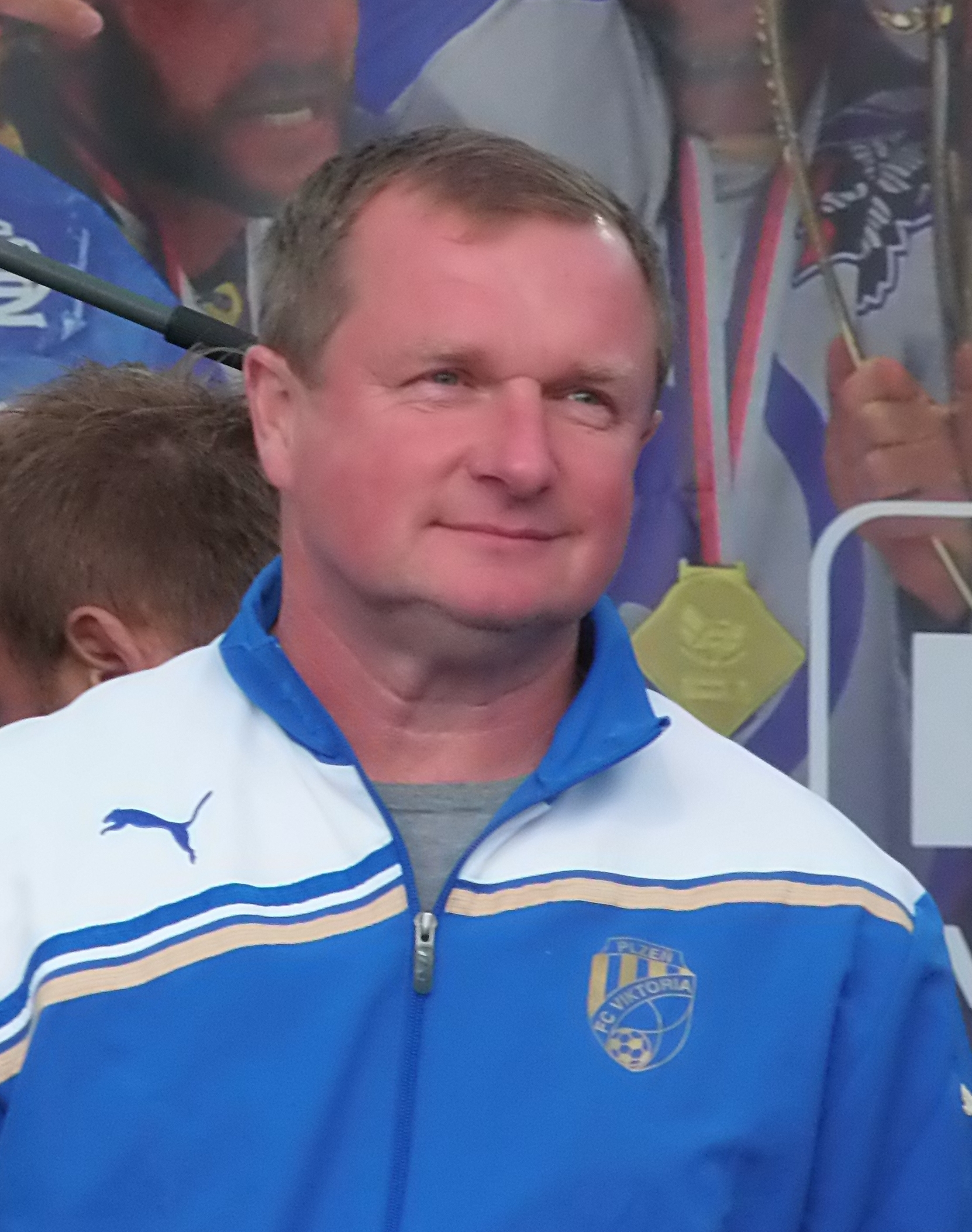
Staronový kouč Plzně, Pavel Vrba

Hned čtveřice klubů jde do nové sezóny s novými trenéry. Jsou to Sparta, Plzeň, Jihlava a Baník.
Pouze 7 týmů vstupuje do sezóny se stejným trenérem jako do minulé sezóny.
15 klubů má domácího kouče, pouze Sparta sáhla do zahraničí.
| Klub                 | Trenér              | Ve funkci od      |
| -------------------- | ------------------- | ----------------- |
| 1. FC Slovácko       | Michal Kordula      | 6. kolo 2017/18   |
| AC Sparta Praha      | Pavel Hapal         | 19. kolo 2017/18  |
| Bohemians Praha 1905 | Martin Hašek        | 23. kolo 2016/17  |
| FC Baník Ostrava     | Bohumil Páník       | 19. kolo 2017/18  |
| FC Fastav Zlín       | Vlastimil Petržela  | 18. kolo 2017/18  |
| FC Slovan Liberec    | David Holoubek      | 16. kolo 2017/18  |
| FC Viktoria Plzeň    | Pavel Vrba          | 1. kolo 2017/18   |
| FC Vysočina Jihlava  | Martin Svědík       | 16. kolo 2017/18  |
| FC Zbrojovka Brno    | Roman Pivarník      | 9. kolo 2017/18   |
| FK Dukla Praha       | Jaroslav Hynek      | 6. kolo 2016/17   |
| FK Jablonec          | Petr Rada           | 16. kolo 20117/18 |
| FK Mladá Boleslav    | Jozef Weber         | 18. kolo 2017/18  |
| FK Teplice           | Daniel Šmejkal      | 1. kolo 2016/17   |
| MFK Karviná          | Josef Mucha         | 16. kolo 2017/18  |
| SK Sigma Olomouc     | Václav Jílek        | 11. kolo 2015/16  |
| SK Slavia Praha      | Jindřich Trpišovský | 16. kolo 2017/18  |

### Změny trenérů vprůběhu sezóny
V průběhu sezóny došlo ke dni 26. června 2025 ke čtrnácti změnám trenéra. Jejich přehled je uveden v tabulce.
| Tým                 | Kolo | Pozice v tabulce | Odvolaný/rezignující trenér | Datum odchodu trenéra | Nově nastoupivší trenér | Datum nástupu trenéra |
| ------------------- | ---- | ---------------- | --------------------------- | --------------------- | ----------------------- | --------------------- |
| FC Zbrojovka Brno   | 4.   | 16.              | Svatopluk Habanec           | 21. srpna 2017        | Richard Dostálek        | 21. srpna 2017        |
| 1. FC Slovácko      | 6.   | 11.              | Stanislav Levý              | 14. září 2017         | Michal Kordula          | 14. září 2017         |
| FC Zbrojovka Brno   | 9.   | 16.              | Richard Dostálek            | 4. října 2017         | Roman Pivarník          | 4. října 2017         |
| MFK Karviná         | 13.  | 15.              | Jozef Weber                 | 5. listopadu 2017     | Lubomír Vlk             | 5. listopadu 2017     |
| FK Jablonec         | 16.  | 8.               | Zdeněk Klucký               | 14. prosince 2017     | Petr Rada               | 14. prosince 2017     |
| SK Slavia Praha     | 16.  | 2.               | Jaroslav Šilhavý            | 19. prosince 2017     | Jindřich Trpišovský     | 22. prosince 2017     |
| FC Slovan Liberec   | 16.  | 4.               | Jindřich Trpišovský         | 22. prosince 2017     | David Holoubek          | 22. prosince 2017     |
| FC Vysočina Jihlava | 16.  | 16.              | Ivan Kopecký                | 27. prosince 2017     | Martin Svědík           | 31. prosince 2017     |
| MFK Karviná         | 16.  | 13.              | Lubomír Vlk                 | 29. prosince 2017     | Josef Mucha             | 29. prosince 2017     |
| FK Mladá Boleslav   | 18.  | 13.              | Dušan Uhrin                 | 25. února 2018        | Jozef Weber             | 27. února 2018        |
| FC Fastav Zlín      | 18.  | 9.               | Bohumil Páník               | 27. února 2018        | Vlastimil Petržela      | 27. února 2018        |
| AC Sparta Praha     | 19.  | 5.               | Andrea Stramaccioni         | 5. března 2018        | Pavel Hapal             | 5. března 2018        |
| FC Baník Ostrava    | 19.  | 16.              | Radim Kučera                | 11. března 2018       | Bohumil Páník           | 12. března 2018       |
| MFK Karviná         | 29.  | 15.              | Josef Mucha                 | 24. května 2018       | Lubomír Vlk             | 24. května 2018       |

## Tabulka

### Konečná tabulka
| Poř. | Tým                  | Z  | V  | R  | P  | VG | OG | B  |
| ---- | -------------------- | -- | -- | -- | -- | -- | -- | -- |
| 1.   | FC Viktoria Plzeň    | 30 | 20 | 6  | 4  | 55 | 23 | 66 |
| 2.   | SK Slavia Praha (C)  | 30 | 17 | 8  | 5  | 50 | 19 | 59 |
| 3.   | FK Jablonec          | 30 | 16 | 8  | 6  | 49 | 27 | 56 |
| 4.   | SK Sigma Olomouc (N) | 30 | 15 | 10 | 5  | 41 | 22 | 55 |
| 5.   | AC Sparta Praha      | 30 | 14 | 11 | 5  | 43 | 25 | 53 |
| 6.   | FC Slovan Liberec    | 30 | 13 | 7  | 10 | 37 | 35 | 46 |
| 7.   | Bohemians Praha 1905 | 30 | 9  | 11 | 10 | 30 | 29 | 38 |
| 8.   | FK Teplice           | 30 | 8  | 10 | 12 | 32 | 40 | 34 |
| 9.   | FK Mladá Boleslav    | 30 | 9  | 7  | 14 | 31 | 43 | 34 |
| 10.  | FC Fastav Zlín       | 30 | 8  | 9  | 13 | 31 | 48 | 33 |
| 11.  | FK Dukla Praha       | 30 | 9  | 5  | 16 | 32 | 55 | 32 |
| 12.  | 1. FC Slovácko       | 30 | 6  | 13 | 11 | 23 | 32 | 31 |
| 13.  | FC Baník Ostrava (N) | 30 | 7  | 10 | 13 | 36 | 43 | 31 |
| 14.  | MFK Karviná          | 30 | 7  | 9  | 14 | 32 | 40 | 30 |
| 15.  | FC Vysočina Jihlava  | 30 | 8  | 6  | 16 | 30 | 48 | 30 |
| 16.  | FC Zbrojovka Brno    | 30 | 6  | 6  | 18 | 20 | 43 | 24 |

Poznámky:
- Z = Odehrané zápasy; V = Vítězství; R = Remízy; P = Prohry; VG = Vstřelené góly; OG = Obdržené góly; B = Body
- (N) = nováček (předchozí sezónu hrál nižší soutěž a postoupil), (C) = obhájce titulu

|  | Postup do základní skupiny Ligy mistrů UEFA 2018/19                       |
|  | Postup do 3. předkola (nemistrovská kvalifikace) Ligy mistrů UEFA 2018/19 |
|  | Postup do základní skupiny Evropské ligy UEFA 2018/19                     |
|  | Postup do 3. předkola Evropské ligy UEFA 2018/19                          |
|  | Postup do 2. předkola Evropské ligy UEFA 2018/19                          |
|  | Sestup do FNL 2018/19                                                     |

### Pořadí po jednotlivých kolech
Při shodném počtu bodů a skóre mohou být kluby umístěny na stejném místě v průběhu soutěže (zejména zpočátku), v závěru platí v případě rovnosti bodů a skóre dodatečná kritéria, která rozhodují o konečném pořadí.
| Klub / kolo | 1     | 2  | 3  | 4  | 5  | 6  | 7  | 8  | 9  | 10 | 11 | 12 | 13 | 14 | 15 | 16 | 17 | 18 | 19 | 20 | 21 | 22 | 23 | 24 | 25 | 26 | 27 | 28 | 29 | 30 |   |
| ----------- | ----- | -- | -- | -- | -- | -- | -- | -- | -- | -- | -- | -- | -- | -- | -- | -- | -- | -- | -- | -- | -- | -- | -- | -- | -- | -- | -- | -- | -- | -- | - |
| Klub / kolo | Plzeň | 1  | 1  | 1  | 1  | 1  | 1  | 1  | 1  | 1  | 1  | 1  | 1  | 1  | 1  | 1  | 1  | 1  | 1  | 1  | 1  | 1  | 1  | 1  | 1  | 1  | 1  | 1  | 1  | 1  | 1 |
| Slavia      | 5     | 6  | 2  | 3  | 2  | 2  | 2  | 3  | 3  | 2  | 2  | 2  | 3  | 3  | 3  | 2  | 3  | 2  | 2  | 2  | 2  | 2  | 2  | 2  | 2  | 2  | 2  | 2  | 2  | 2  |   |
| Jablonec    | 7     | 12 | 13 | 13 | 9  | 9  | 6  | 6  | 4  | 4  | 6  | 6  | 6  | 7  | 7  | 8  | 7  | 6  | 6  | 6  | 5  | 5  | 5  | 4  | 6  | 4  | 4  | 4  | 3  | 3  |   |
| Olomouc     | 4     | 2  | 3  | 2  | 3  | 3  | 3  | 2  | 2  | 3  | 3  | 3  | 2  | 2  | 2  | 3  | 2  | 3  | 3  | 3  | 4  | 4  | 3  | 3  | 3  | 3  | 3  | 3  | 5  | 4  |   |
| Sparta      | 7     | 5  | 5  | 4  | 6  | 4  | 5  | 4  | 5  | 6  | 5  | 5  | 5  | 5  | 5  | 5  | 4  | 5  | 5  | 5  | 6  | 6  | 6  | 6  | 4  | 5  | 5  | 5  | 4  | 5  |   |
| Liberec     | 5     | 9  | 9  | 5  | 3  | 5  | 4  | 5  | 6  | 5  | 4  | 4  | 4  | 4  | 4  | 4  | 5  | 4  | 4  | 4  | 3  | 3  | 4  | 5  | 5  | 6  | 6  | 6  | 6  | 6  |   |
| Bohemians   | 7     | 4  | 5  | 6  | 10 | 7  | 7  | 9  | 10 | 9  | 7  | 7  | 8  | 6  | 6  | 7  | 6  | 7  | 7  | 7  | 7  | 7  | 7  | 7  | 7  | 7  | 7  | 7  | 7  | 7  |   |
| Teplice     | 12    | 7  | 7  | 9  | 5  | 8  | 9  | 7  | 7  | 8  | 8  | 8  | 7  | 8  | 8  | 6  | 8  | 8  | 8  | 8  | 8  | 8  | 8  | 8  | 8  | 8  | 8  | 8  | 8  | 8  |   |
| Boleslav    | 11    | 14 | 14 | 14 | 16 | 14 | 11 | 13 | 14 | 13 | 11 | 10 | 9  | 9  | 11 | 11 | 12 | 13 | 14 | 12 | 12 | 10 | 10 | 9  | 13 | 12 | 13 | 10 | 9  | 9  |   |
| Zlín        | 12    | 10 | 11 | 7  | 11 | 6  | 10 | 8  | 8  | 7  | 9  | 9  | 10 | 10 | 9  | 9  | 9  | 9  | 10 | 11 | 13 | 11 | 11 | 12 | 9  | 9  | 12 | 13 | 13 | 10 |   |
| Dukla       | 16    | 16 | 12 | 12 | 7  | 10 | 8  | 10 | 9  | 10 | 10 | 11 | 11 | 11 | 10 | 10 | 10 | 11 | 11 | 13 | 10 | 12 | 13 | 10 | 12 | 10 | 9  | 9  | 10 | 11 |   |
| Ostrava     | 2     | 3  | 10 | 10 | 12 | 12 | 13 | 15 | 13 | 14 | 14 | 13 | 14 | 16 | 13 | 15 | 16 | 16 | 16 | 16 | 16 | 16 | 16 | 15 | 15 | 15 | 14 | 14 | 14 | 12 |   |
| Slovácko    | 7     | 11 | 4  | 8  | 8  | 11 | 12 | 11 | 11 | 11 | 12 | 12 | 13 | 15 | 16 | 14 | 13 | 14 | 15 | 14 | 14 | 14 | 14 | 13 | 10 | 11 | 10 | 11 | 11 | 13 |   |
| Karviná     | 3     | 7  | 7  | 11 | 13 | 13 | 14 | 12 | 12 | 12 | 13 | 14 | 15 | 12 | 14 | 13 | 11 | 10 | 9  | 9  | 9  | 9  | 9  | 11 | 11 | 13 | 15 | 15 | 15 | 14 |   |
| Jihlava     | 15    | 13 | 16 | 15 | 15 | 14 | 16 | 14 | 15 | 16 | 16 | 16 | 12 | 14 | 15 | 16 | 15 | 15 | 13 | 10 | 11 | 13 | 12 | 14 | 14 | 14 | 11 | 12 | 12 | 15 |   |
| Brno        | 14    | 15 | 15 | 16 | 14 | 16 | 15 | 16 | 16 | 15 | 15 | 15 | 16 | 13 | 12 | 12 | 14 | 12 | 12 | 15 | 15 | 15 | 15 | 16 | 16 | 16 | 16 | 16 | 16 | 16 |   |

### Křížová tabulka
| Domácí \ Hosté | BOH | BRN | DUK | OST | KAR | JAB | JIH | LIB | MLB | PLZ | OLO | SLA | SLO | SPA | TEP | ZLN |
| Bohemians      |     | 1–0 | 2–0 | 2–1 | 2–1 | 0–1 | 1–1 | 0–0 | 1–3 | 5–2 | 1–1 | 0–0 | 1–0 | 0–0 | 2–0 | 1–1 |
| Brno           | 0–0 |     | 0–0 | 1–3 | 0–0 | 0–3 | 0–0 | 1–2 | 0–3 | 1–3 | 1–0 | 0–1 | 2–1 | 2–0 | 1–0 | 1–1 |
| Dukla          | 2–0 | 2–1 |     | 2–0 | 3–2 | 0–1 | 1–3 | 2–0 | 4–1 | 1–5 | 2–3 | 0–2 | 1–1 | 0–0 | 0–2 | 1–0 |
| Ostrava        | 2–0 | 2–0 | 1–2 |     | 2–1 | 2–2 | 3–1 | 1–1 | 0–1 | 0–0 | 1–1 | 0–0 | 1–2 | 3–2 | 3–3 | 2–2 |
| Karviná        | 1–0 | 2–1 | 1–3 | 0–0 |     | 2–1 | 2–0 | 0–1 | 1–1 | 1–3 | 3–5 | 0–2 | 0–0 | 1–1 | 1–1 | 4–0 |
| Jablonec       | 2–1 | 1–0 | 2–2 | 2–0 | 2–1 |     | 5–0 | 2–0 | 3–1 | 0–1 | 0–0 | 1–1 | 2–0 | 0–3 | 2–1 | 2–0 |
| Jihlava        | 2–4 | 0–2 | 3–2 | 2–1 | 0–2 | 0–4 |     | 3–1 | 0–0 | 1–2 | 0–0 | 1–0 | 0–0 | 0–1 | 3–1 | 1–1 |
| Liberec        | 1–0 | 2–0 | 3–0 | 2–1 | 2–2 | 4–1 | 1–3 |     | 1–0 | 0–3 | 1–0 | 0–0 | 1–1 | 1–1 | 1–2 | 1–0 |
| Ml. Boleslav   | 1–2 | 3–0 | 1–0 | 0–0 | 0–1 | 1–1 | 2–1 | 0–3 |     | 0–2 | 1–2 | 0–3 | 1–1 | 0–1 | 2–2 | 0–1 |
| Plzeň          | 2–1 | 3–0 | 4–0 | 3–0 | 2–0 | 2–0 | 0–1 | 2–2 | 1–2 |     | 1–0 | 1–0 | 1–1 | 2–2 | 2–1 | 2–1 |
| Olomouc        | 1–1 | 3–0 | 3–0 | 1–0 | 1–1 | 0–0 | 2–2 | 2–1 | 3–0 | 0–0 |     | 1–1 | 1–0 | 1–0 | 1–0 | 2–0 |
| Slavia         | 1–0 | 2–0 | 5–0 | 2–1 | 3–2 | 1–3 | 2–0 | 1–2 | 4–0 | 2–0 | 3–1 |     | 0–0 | 2–0 | 1–0 | 1–2 |
| Slovácko       | 1–0 | 1–0 | 2–0 | 5–2 | 0–0 | 1–1 | 2–1 | 0–1 | 0–1 | 1–4 | 0–0 | 0–3 |     | 1–1 | 0–0 | 1–1 |
| Sparta         | 1–1 | 1–1 | 3–0 | 3–2 | 2–0 | 2–0 | 1–0 | 2–0 | 3–0 | 0–1 | 1–0 | 3–3 | 1–0 |     | 3–0 | 2–1 |
| Teplice        | 0–0 | 1–4 | 3–1 | 0–0 | 1–0 | 1–1 | 3–1 | 2–1 | 1–1 | 0–0 | 1–2 | 0–3 | 3–0 | 1–1 |     | 2–0 |
| Zlín           | 1–1 | 2–1 | 1–1 | 0–2 | 1–0 | 0–4 | 2–1 | 3–1 | 1–5 | 0–1 | 1–4 | 1–1 | 2–1 | 2–2 | 2–0 |     |

Aktualizováno po zápasech hraných 13. 5. 2018
Zdroj: 

Vysvětlivky
1. ↑  Domácí tým je uveden v levém sloupci

Barvy: Modrá = výhra domácích; Žlutá = remíza; Červená = výhra hostů

## Statistiky

### Střelci
| #   | Hráč             | Klub            | Góly |
| --- | ---------------- | --------------- | ---- |
| 1.  | Michael Krmenčík | Plzeň           | 16   |
| 2.  | Milan Škoda      | Slavia          | 11   |
| 2.  | Stanislav Tecl   | Jablonec,Slavia | 11   |
| 2.  | Jakub Plšek      | Olomouc         | 11   |
| 4.  | Davis Ikaunieks  | Jihlava         | 10   |
| 4.  | David Vaněček    | Teplice         | 10   |
| 4.  | Matěj Pulkrab    | Liberec         | 10   |
| 7.  | Tomáš Wágner     | Karviná         | 9    |
| 7.  | Milan Baroš      | Ostrava         | 9    |
| 7.  | Josef Šural      | Sparta          | 9    |
| 10. | Lukáš Budínský   | Karviná         | 8    |
| 10. | Tomáš Zajíc      | Slovácko        | 8    |

### Asistence
| #  | Hráč             | Klub     | Asistence |
| -- | ---------------- | -------- | --------- |
| 1. | Jan Kopic        | Plzeň    | 11        |
| 2. | Lukáš Masopust   | Jablonec | 7         |
| 2. | Josef Hušbauer   | Slavia   | 7         |
| 2. | Michal Trávník   | Jablonec | 7         |
| 4. | Michael Krmenčík | Plzeň    | 6         |
| 4. | Dyjan de Azevedo | Ostrava  | 6         |
| 4. | Roman Potočný    | Liberec  | 6         |
| 4. | Jakub Podaný     | Dukla    | 6         |
| 4. | Jan Krob         | Teplice  | 6         |
| 4. | Martin Zeman     | Plzeň    | 6         |
| 4. | Davis Ikaunieks  | Jihlava  | 6         |

## Soupisky mužstev
- V závorce za jménem je uveden počet utkání a branek, u brankářů ještě počet čistých kont

### FC Viktoria Plzeň
Aleš Hruška (6/0/4),
Matúš Kozáčik (24/0/11) –
Marek Bakoš (21/2),
Aleš Čermák (16/4),
Tomáš Hájek (19/1),
Milan Havel (16/1),
Lukáš Hejda (21/2),
Tomáš Hořava (28/5),
Patrik Hrošovský (28/2),
Roman Hubník (15/0),
Tomáš Chorý (13/2),
Andreas Ivanschitz (5/0),
Daniel Kolář (22/6),
Jan Kopic (9/6),
Jan Kovařík (12/0),
Michael Krmenčík (24/16),
David Limberský (20/1),
Milan Petržela (24/2),
Václav Pilař (4/1),
Jakub Řezníček (9/0),
Radim Řezník (28/2),
Ondřej Štursa (2/1),
Martin Zeman (24/0),
Diego Živulić (10/0) –
trenér Pavel Vrba

### SK Slavia Praha
Ondřej Kolář (14/0/7),
Přemysl Kovář (2/0/1)
Jan Laštůvka (15/0/9) -
Halil Altıntop (8/1),
Jiří Bílek (1/0),
Jan Bořil (26/0),
Pavel Bucha (5/0),
Danny (21/1),
Simon Deli (10/1),
Per-Egil Flo (2/0),
Michal Frydrych (20/1),
Jakub Hromada (14/0),
Josef Hušbauer (28/3),
Jakub Jugas (28/1),
Ondřej Kúdela (7/0),
Muris Mešanović (3/0),
Ruslan Mingazov (3/0),
Tomáš Necid (15/3),
Michael Ngadeu-Ngadjui (20/1),
Lukáš Pokorný (3/0),
Ruslan Rotaň (7/0),
Eduard Sobol (20/1),
Tomáš Souček (27/3),
Miroslav Stoch (25/4),
Jan Sýkora (17/2),
Jasmin Šćuk (1/0),
Milan Škoda (27/11),
Dušan Švento (2/0),
Stanislav Tecl (11/2),
Mick van Buren (16/5),
Jaromír Zmrhal (21/5) -
trenéři Jaroslav Šilhavý (1. až 16. kolo) a Jindřich Trpišovský (17. až 30. kolo)

### FK Jablonec
Michal Bárta (1/0/0),
Vlastimil Hrubý (25/0/12),
Roman Valeš (4/0/1) –
David Breda (2/0),
Tomáš Čvančara (1/0),
Jaroslav Diviš (13/1),
Martin Doležal (30/7),
Matěj Hanousek (28/0),
Tomáš Holeš (18/1),
Tomáš Hübschman (24/1),
Jan Chramosta (14/5),
Jakub Janetzký (3/0),
Nikola Janković (10/0),
Vladimir Jovović (26/7),
Martin Kouřil (3/0),
Vojtěch Kubista (26/0),
Marek Kysela (5/1),
David Lischka (14/2),
Lukáš Masopust (25/4),
Mirzad Mehanović (5/1)
Ondřej Mihálik (26/7),
Luděk Pernica (28/0),
Jiří Piroch (3/0),
Jakub Považanec (23/3),
Stanislav Tecl (8/4),
Michal Trávník (28/2),
Jaroslav Zelený (26/1) -
trenér Zdeněk Klucký (1. až 16. kolo) a Petr Rada (17. až 30. kolo)

### SK Sigma Olomouc
Miloš Buchta (27/0/11),
Michal Reichl (4/0/1) –
Šimon Falta (29/4),
Martin Hála (24/2),
David Houska (30/5),
Tomáš Chorý (12/2),
Václav Jemelka (27/1),
Lukáš Kalvach (29/0),
Jan Kotouč (3/0),
Budge Manzia (15/0),
Pavel Moulis (23/2),
Michal Obročník (7/0),
Jakub Plšek (29/11),
Roman Polom (6/0),
Uroš Radaković (30/0),
Antonio Romero (1/0),
Jakub Řezníček (12/6),
Martin Sladký (25/2),
Jiří Texl (25/2),
Michal Vepřek (25/0),
Jakub Yunis (7/0),
Tomáš Zahradníček (30/3) –
trenér Václav Jílek

### AC Sparta Praha
David Bičík (1/0/0),
Martin Dúbravka (11/0/6),
Tomáš Koubek (4/0/2),
Florin Niță (14/0/6) -
Tal Ben Chajim (18/0),
Jonathan Biabiany (15/0),
Eldar Ćivić (4/0),
Václav Drchal (3/1),
Costa Nhamoinesu (16/0),
Martin Frýdek (21/1),
David Hovorka (19/1),
Marc Janko (5/1),
Lukáš Juliš (2/0),
Michal Kadlec (8/0),
Václav Kadlec (21/6),
Guélor Kanga (14/4),
Vjačeslav Karavajev (3/0),
Semih Kaya (8/0),
Jiří Kulhánek (13/0),
David Lafata (22/5),
Georges Mandjeck (10/0),
Lukáš Mareček (13/0),
Rio Mavuba (11/0),
Zinedin Mustedanagić (2/0),
Srđan Plavšić (18/2),
Mihailo Ristić (2/0),
Néstor Albiach Roger (4/0),
Tomáš Rosický (11/1),
Michal Sáček (19/0),
Nicolae Stanciu (14/6),
Lukáš Štetina (22/1),
Josef Šural (23/9),
Lukáš Vácha (1/0),
Bogdan Vătăjelu (19/0),
Ondřej Zahustel (28/3) -
trenéři Andrea Stramaccioni (1. až 19. kolo) a Pavel Hapal (20. až 30. kolo)

### FC Slovan Liberec
Václav Hladký (15/0/4),
Ondřej Kolář (13/0/6),
Filip Nguyen (2/0/1) –
Daniel Bartl (14/0),
Miloš Bosančić (21/1),
Radim Breite (27/3),
Vladimír Coufal (30/2),
Wesley Da Silva (10/0),
Murphy Oscar Dorley (12/1),
Zdeněk Folprecht (24/0),
Martin Graiciar (12/4),
Filip Havelka (12/1),
Matěj Hybš (7/2),
Taras Kačaraba (8/0),
Ondřej Karafiát (24/1),
Milan Kerbr (23/5),
Karel Knejzík (4/0),
Daniel Köstl (2/0),
Ondřej Kúdela (15/0),
Jiří Kulhánek (11/0),
Tomáš Malinský (4/0),
Jan Mikula (25/0),
Václav Pilař (6/0),
Roman Potočný (25/4),
Matěj Pulkrab (26/10),
Petr Ševčík (20/1),
Lukáš Vácha (3/0),
Radek Voltr (14/1),
Damjan Vuklišević (2/0),
Tomáš Wiesner (7/0) -
trenér Jindřich Trpišovský (1. až 16. kolo) a David Holoubek (17. až 30. kolo)

### Bohemians Praha 1905
Tomáš Fryšták (30/0/9) -
David Bartek (19/2),
Jiří Bederka (5/0),
Petr Buchta (2/0),
Lucas Dias (1/0),
Martin Dostál (30/0),
Martin Hašek ml. (29/4),
Lukáš Hůlka (26/1),
Josef Jindřišek (28/0),
Milan Jirásek (7/1),
Jevgenij Kabajev (22/4),
Milan Kocić (26/0),
Daniel Krch (5/0),
Jan Kuchta (4/0),
Siim Luts (11/0),
Dominik Mašek (29/6),
Jakub Nečas (28/1),
Rudolf Reiter (28/3),
Michal Šmíd (29/2),
Michal Švec (11/0),
Antonín Vaníček (18/3),
Benjamin Tetteh (20/2),
Jan Záviška (9/0) -
trenér Martin Hašek

### FK Teplice
Jakub Diviš (20/0/5),
Tomáš Grigar (11/0/2) -
Marek Červenka (23/1),
Pavel Čmovš (5/0),
Yhojan Díaz (4/0),
Martin Fillo (15/5),
Nermin Hajleta (4/0),
Jakub Hora (14/2),
Alois Hyčka (14/0),
Michal Jeřábek (20/0),
Petr Kodeš (6/0),
Alex Král (23/1),
Jan Krob (28/0),
Tomáš Kučera (29/1),
Admir Ljevaković (23/1),
Jan Rezek (25/5),
Jan Shejbal (2/0),
Soune Soungole (11/0),
Jan Suchan (1/0),
Aleksandar Sušnjar (14/0),
Michal Šimeček (3/0),
Dominik Šup (1/0),
Daniel Trubač (23/0),
Otto Urma (1/0),
David Vaněček (29/10),
Tomáš Vondrášek (25/1),
Jan Vošahlík (17/0),
Patrik Žitný (10/4) -
trenér Daniel Šmejkal

### FK Mladá Boleslav
Kamran Ağayev (5/0/0),
Jakub Diviš (1/0/0),
Martin Jedlička (1/0/0),
Martin Polaček (13/0/4),
Jan Šeda (1/0/0),
Luděk Vejmola (10/0/2) –
Eli Babalj (2/0),
Pavel Čmovš (4/0),
Douglas da Silva (3/0),
Tomáš Fabián (15/0),
Jiří Fleišman (14/0),
Michal Hubínek (22/1),
Matěj Chaluš (17/3),
Jan Chramosta (12/1),
Adam Jánoš (19/0),
Jiří Kateřiňák (5/0),
Jakub Klíma (3/0),
Stanislav Klobása (2/0),
Nikolaj Komličenko (17/4),
Tiémoko Konaté (12/1),
Antonín Křapka (13/1),
Tomáš Ladra (14/0),
Vladislav Levin (4/0),
Lukáš Magera (21/3),
Petr Mareš (27/1),
Marek Matějovský (18/1),
Golgol Mebrahtu (14/6),
Ruslan Mingazov (7/2),
Daniel Novák (1/0),
Lukáš Pauschek (29/1),
Tomáš Přikryl (29/3),
Jakub Rada (15/0),
Patrizio Stronati (14/1),
Martin Sus (3/0),
Aleksandar Sušnjar (7/0),
Laco Takács (18/0),
Jiří Valenta (11/2),
Miljan Vukadinović (2/0) -
trenéři Dušan Uhrin (1. až 18. kolo) a Jozef Weber (19. až 30. kolo)

### FC Fastav Zlín
Stanislav Dostál (20/0/2),
Zdeněk Zlámal (10/0/1) -
Ondřej Bačo (21/0),
Robert Bartolomeu (3/0),
Lukáš Bartošák (20/0),
Jean-David Beauguel (11/3),
Jonathan Bijimine (6/0),
Dame Diop (13/2),
Adnan Džafić (25/2),
Ubong Moses Ekpai (28/7),
Antonín Fantiš (3/0),
Zoran Gajić (29/0),
Josef Hnaníček (19/0),
Lukáš Holík (2/0),
Daniel Holzer (27/2),
Petr Hronek (13/2),
Tomáš Janíček (11/0),
Petr Jiráček (28/1),
Miloš Kopečný (14/0),
Róbert Matejov (23/0),
Mirzad Mehanović (18/3),
Pablo Podio (3/0),
Ibrahim Traoré (22/2),
Vukadin Vukadinović (21/2),
Pavel Vyhnal (3/0),
Lukáš Železník (23/3) -
trenéři Bohumil Páník (1. až 18. kolo) a Vlastimil Petržela (19. až 30. kolo)

### FK Dukla Praha
Matúš Hruška (2/0/2),
Filip Rada (28/0/6) -
Michal Bezpalec (19/0),
Frederik Bílovský (20/0),
Patrik Brandner (23/1),
David Douděra (11/0),
Mohamed Doumbia (4/0),
Uroš Đuranović (22/3),
Marek Hanousek (10/0),
Mario Holek (5/0),
Jan Holenda (25/7),
Lukáš Holík (23/4),
Martin Jiránek (27/0),
Štěpán Koreš (12/0),
Róbert Kovaľ (5/1),
Ondřej Kušnír (23/3),
Branislav Milošević (28/2),
Zinedin Mustedanagić (9/2),
Ivan Ostojić (23/0),
Jakub Podaný (29/2),
Dominik Preisler (16/2),
Néstor Albiach Roger (8/0),
Ivan Schranz (25/4),
Daniel Tetour (20/1) -
trenér Jaroslav Hynek

### 1. FC Slovácko
Michal Daněk (3/0/0),
Milan Heča (27/0/9) -
Tomáš Břečka (18/0),
Vlastimil Daníček (27/3),
Josef Divíšek (22/0),
Marek Havlík (23/4),
Patrik Hellebrand (6/0),
Stanislav Hofmann (21/2),
Dominik Janošek (10/0),
Jan Juroška (23/1),
Jiří Krejčí (8/0),
Filip Kubala (22/2),
David Machalík (25/0),
Jan Navrátil (29/0),
Jakub Petr (22/1),
Petr Reinberk (19/1),
Jakub Rezek (19/0),
Lukáš Sadílek (26/1),
Patrik Šimko (20/0),
Veliče Šumulikoski (13/0),
Pavel Tkáč (1/0),
Tomáš Vasiljev (2/0),
Tomáš Zajíc (28/8) –
trenéři Stanislav Levý (1. až 6. kolo) a Michal Kordula (7. až 30. kolo)

### FC Baník Ostrava
František Chmiel (1/0/0),
Jan Laštůvka (14/0/7),
Martin Šustr (5/0/0),
Petr Vašek (12/0/1) -
Oleksandr Azackyj (11/0),
Milan Baroš (25/9),
Petr Breda (8/0),
Dyjan Carlos de Azevedo (27/3),
Dame Diop (14/1),
Martin Fillo (13/0),
Jiří Fleišman (13/1),
Denis Granečný (28/1),
Marek Hlinka (26/2),
Robert Hrubý (29/5),
Tomáš Hykel (1/0),
Milan Jirásek (12/1),
Martin Macej (2/0),
Tomáš Mičola (11/2),
Jean-Pierre Morgan (5/0),
Stefan Panić (5/1),
Lukáš Pazdera (22/1),
Jakub Pokorný (13/0),
Tomáš Poznar (27/3),
Václav Procházka (13/1),
Christophe Psyché (7/0),
Bronislav Stáňa (16/1),
Martin Sus (14/0),
Jakub Šašinka (12/0),
Ondřej Šašinka (8/0),
Martin Šindelář (26/2) -
trenéři Radim Kučera (1. až 19. kolo) a Bohumil Páník (20. až 30. kolo)

### MFK Karviná
Martin Berkovec (13/0/4),
Patrik Le Giang (17/0/5) -
Lukáš Budínský (27/8),
Benjamin Čolić (20/0),
Pavel Dreksa (13/1),
Pavel Eismann (27/0),
Jan Hošek (23/0),
Marek Janečka (27/1),
Jan Kalabiška (28/5),
Pavel Košťál (9/0),
Bojan Letić (15/0),
Ondřej Lingr (14/0),
David Lischka (7/0),
Jan Moravec (18/1),
Filip Panák (30/3),
Eric Ramiréz (17/1),
Vojtěch Smrž (5/0),
Jan Šisler (27/1),
Peter Štepanovský (21/0),
Jan Štěrba (5/0),
Peter Šulek (1/0),
Radek Voltr (10/0),
Jan Vondra (5/0),
Tomáš Wágner (25/9),
Tomáš Weber (10/1) -
trenéři Jozef Weber (1. až 13. kolo), Lubomír Vlk (14. až 17. kolo) a Josef Mucha (18. až 30. kolo)

### FC Vysočina Jihlava
Jan Hanuš (8/0/0),
Matej Rakovan (22/0/5) -
Petr Buchta (12/0),
Nikolas Daníček (9/0),
Pavel Dvořák (28/5),
Jakub Fulnek (29/3),
Libor Holík (6/0),
Petr Hronek (5/0),
Dāvis Ikaunieks (27/10),
Miroslav Keresteš (18/0),
Jiří Klíma (19/1),
Jiří Krejčí (12/2),
Lukáš Kryštůfek (7/0),
Vladislav Levin (13/0),
Kamso Mara (9/1),
Matúš Marcin (1/0),
Milan Mišůn (2/0),
Filip Novotný (7/0),
Martin Nový (21/0),
Marek Opluštil (2/0),
Michal Pecháček (1/0),
Marin Popović (19/1),
Michael Rabušic (4/0),
Antonín Rosa (6/0),
Till Schumacher (14/0),
Tomáš Smejkal (1/0),
David Štěpánek (14/0),
Petr Tlustý (25/2),
Jozef Urblík (22/1),
Lukáš Vaculík (28/0),
Jan Záviška (6/2),
Lukáš Zoubele (23/1) -
trenéři Ivan Kopecký (1. až 16. kolo) a Martin Svědík (17. až 30. kolo)

### FC Zbrojovka Brno
Pavel Halouska (4/0/0),
Dušan Melichárek (27/0/8) –
Rafael Acosta (14/2),
Musefiu Ashiru (10/1),
Konstantin Bazeljuk (12/1),
Radek Buchta (2/0),
Alvin Fortes (12/1),
David Gáč (3/0),
Francisco Gomes (7/0),
Tomáš Jablonský (6/0),
Dominik Janošek (4/0),
Mihailo Jovanović (5/0),
Martin Juhar (15/1)
Tadas Kijanskas (14/0),
Francis Koné (14/0),
Miloš Kratochvíl (21/1),
Ladislav Krejčí (11/1),
Lukáš Kryštůfek (12/0),
Milan Lutonský (29/0),
Petr Pavlík (29/0),
Tomáš Pilík (22/1),
Jan Polák (24/0),
Jakub Přichystal (11/0),
Antonín Růsek (10/1),
Jan Sedlák (18/0),
Ondřej Sukup (11/0),
Michal Škoda (25/6),
Jakub Šural (5/0),
Marek Vintr (3/0),
Ondřej Vintr (1/0),
Lukáš Vraštil (26/1),
Martin Zikl (8/1)
– trenéři Svatopluk Habanec (1. až 4. kolo), Richard Dostálek a Lukáš Přerost (5. až 9. kolo) a Roman Pivarník (10. až 30. kolo)